# 虹橋1号航站楼駅
虹橋1号航站楼駅（こうきょういちごうこうたんろうえき）は中華人民共和国上海市長寧区上海虹橋国際空港第1ターミナル東側に位置する、上海軌道交通10号線の駅。計画時の名称は虹橋機場東駅、空港一路駅であった。

## 歴史
- 2010年11月30日：開業[3]。

## 駅構造
島式ホーム1面2線を有する地下駅。上海軌道交通では基本的に右側通行による運転方式となっているが当駅付近に関しては、隣接する虹橋2号航站楼駅を対面乗り換えが可能な対向式配置とするために左側通行の方式が採られている。

### のりば
| 番線 | 路線     | 行先                   |
| ---- | -------- | ---------------------- |
| 1    | ■ 10号線 | 虹橋火車站・航中路方面 |
| 2    | ■ 10号線 | 基隆路方面             |

（出典：上海地下鉄:站层图）

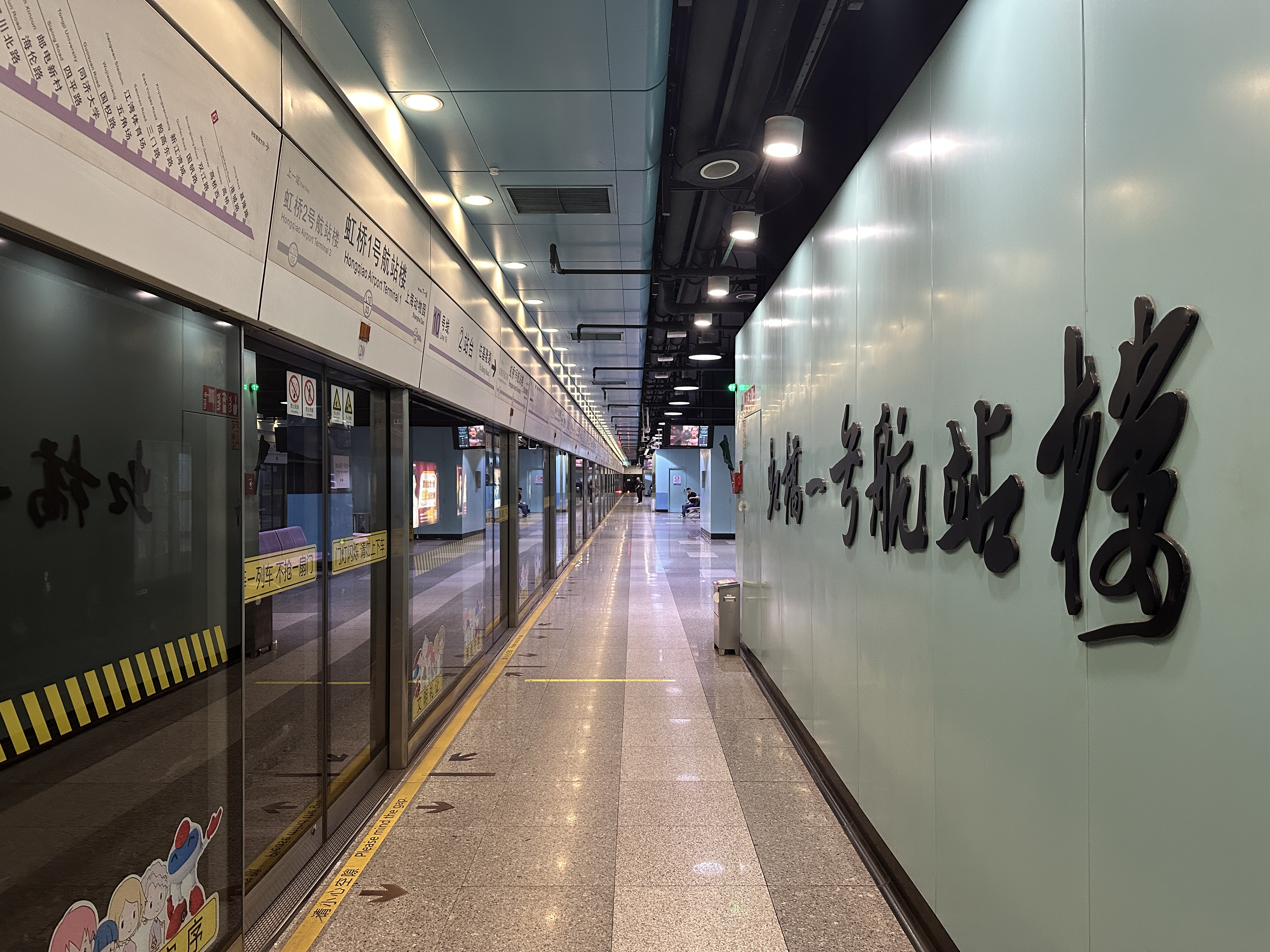
ホーム
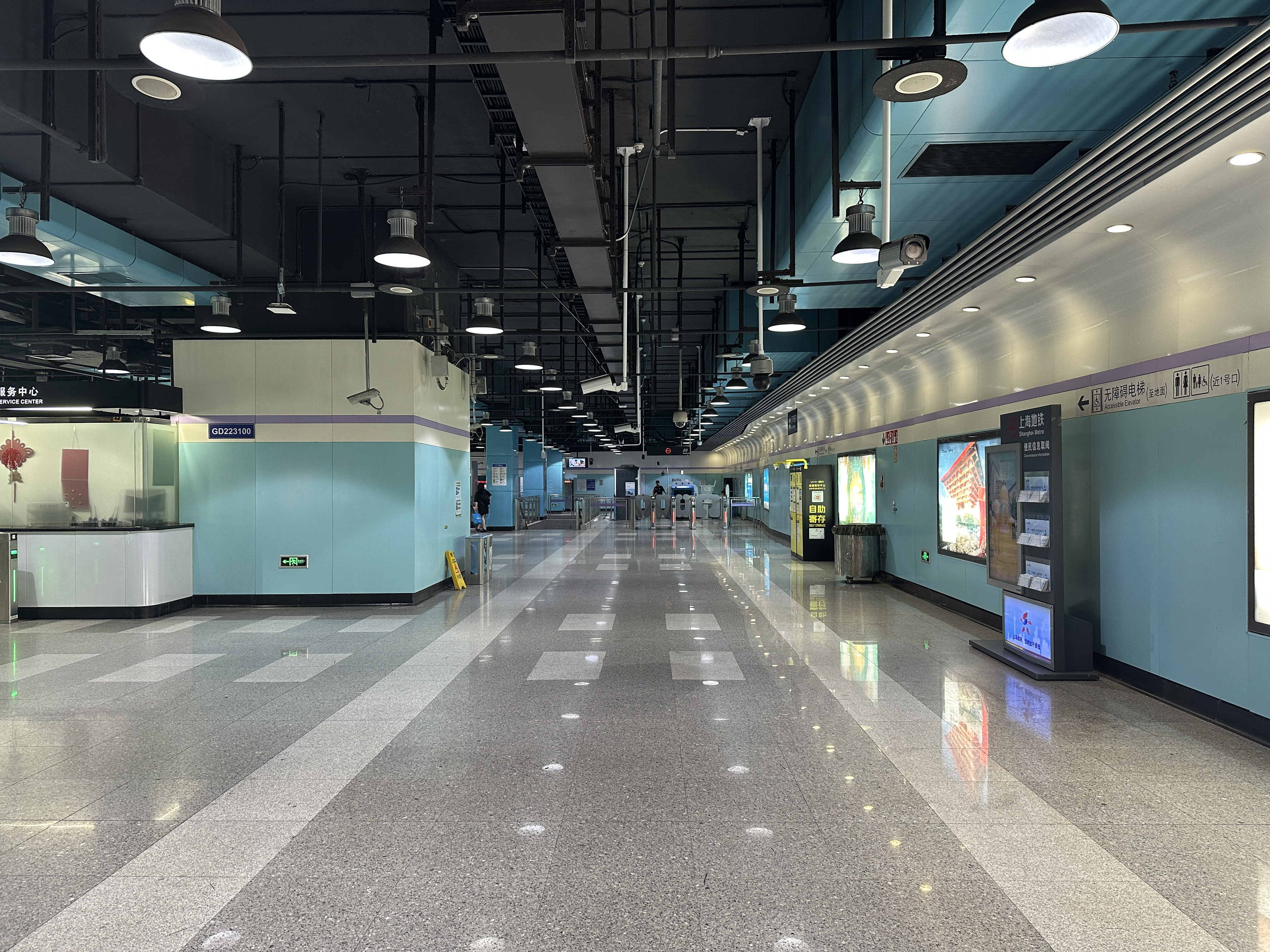
コンコース

## 駅周辺
- 上海虹橋国際空港 第1ターミナル
- 上海虹橋機場美居酒店
- 上海虹橋機場華港雅閣酒店
- 春秋航空飛行学院部宿舍
- 上海機場国際航空食品有限公司
- 虹橋国際機場貨運

## バス路線
807、1207、機場専線、虹橋空港ターミナル間シャトルバス（虹橋空港1号ターミナル-虹橋空港2号ターミナル）

## 隣の駅
上海軌道交通
■ 10号線
虹橋2号航站楼駅 (L10/02) - 虹橋1号航站楼駅 (L10/03) - 上海動物園駅 (L10/04)